# Guadalcázar (Spagna)
Guadalcázar è un comune spagnolo di 1 149 abitanti situato nella comunità autonoma dell'Andalusia.